# Ductus venosus

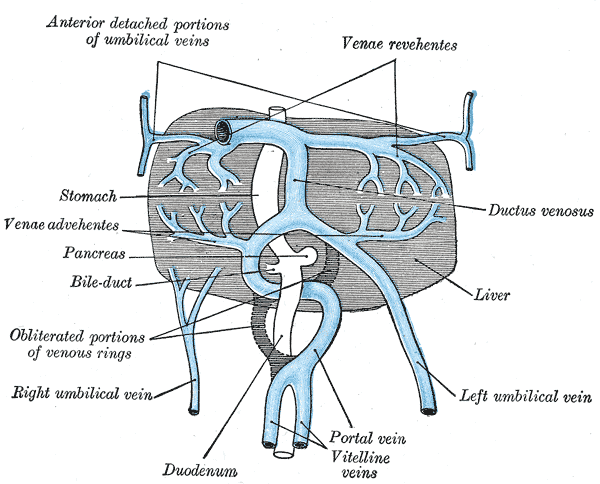
Ductus venosus

Der Ductus venosus (auch Ductus venosus Arantii oder Ductus Arantii) ist eine fetale Kurzschlussverbindung zwischen der linken Nabelvene (Vena umbilicalis) und der unteren Hohlvene (Vena cava inferior beim Menschen, bei Tieren als „hintere Hohlvene“, Vena cava caudalis, bezeichnet). Vor der Geburt werden etwa 50 % des Nabelvenenblutes unter Umgehung des Leberkreislaufs direkt in die Hohlvene geleitet. Das Blut erfährt durch die Engstelle des Ductus venosus eine Beschleunigung, so dass das im Vergleich zu dem Blut aus den Lebervenen schnellere sauerstoffreichere Blut auf das Septum secundum trifft und von diesem durch das Foramen ovale in erster Linie den Körperkreislauf unter Umgehung des Lungenkreislaufs versorgt.
Der Ductus venosus verschließt sich bei vielen Säugetieren bereits vor der Geburt. Beim Menschen sowie bei Hunden, Katzen und Wiederkäuern ist er zur Geburt aber noch offen und verschließt sich normalerweise in den ersten Lebenstagen. Nach Verschluss bleibt das Ligamentum venosum als verödeter Rest zurück.

## Persistierender Ductus venosus
Erfolgt dieser Verschluss nicht, spricht man von einem persistierenden Ductus venosus. Das Pfortaderblut fließt dann weiterhin unter Umgehung des Leberkreislaufs direkt in die Hohlvene (portosystemischer oder portokavaler Shunt). Dadurch können im Darm resorbierte Schadstoffe direkt in den Körperkreislauf gelangen und werden nicht mehr unmittelbar von der Leber entgiftet, was auf Dauer zu zentralnervösen Störungen führen kann (Hepatoenzephalopathie). Die Lebenserwartung kann stark eingeschränkt sein. Eine chirurgische  (Ligatur des Shuntgefäßes) oder radiologisch interventionelle Behandlung (Embolisation des Shuntgefäßes) kann zur Verbesserung der Leberdurchblutung und damit zur Verhinderung weiterer shuntbedingter Komplikationen führen.